# Tomás de Morla y Pacheco
Tomás de Morla y Pacheco (Jerez de la Frontera, 1748 – Madrid, 1812) è stato un generale spagnolo durante il periodo delle guerre napoleoniche.

## Biografia
Tomás de Morla y Pacheco nacque nel 1748 a Jerez de la Frontera, in provincia di Cadice, da Tomás de Morla e Maria Pacheco Saavedra.
Compì gli studi liceali presso il Collegio nel Convento di San Domenico a Jerez e nel 1764 entrò come caballero cadete nella Reale Accademia di Artiglieria di Segovia dove si diplomò l'anno successivo conseguendo il titolo di sottotenente di artiglieria.
Nel 1800 Morla, allora Capitano Generale di Andalusia, impedì lo sbarco degli inglesi a Cadice. Già Tenente Generale e Consigliere di Stato, fu nominato Direttore e Colonnello Generale del Real Corpo di Artiglieria di Spagna e delle Indie dal re Ferdinando VII il 30 settembre 1808. Il 4 dicembre dello stesso anno firmò la resa di Madrid a Napoleone.

## Opere
Tratado de artillería para el uso de la Academia de caballeros cadetes del Real Cuerpo de Artillería (Segovia, 1784)